# ۴۹۰ (میلادی)
۴۹۰ (میلادی) چهارصد و نودمین سال تقویم میلادی است.

## زادگان
- جان فیلوپونوس؛ فیلسوف و مفسر ارسطویی